# Лісопарк (Харків)
Ха́рківський лісопа́рк — лісовий масив і зона відпочинку в місті Харкові. Лісопарк розташований у північно-західній частині міста і частково за межами міста. З півдня і сходу межує з районами: Павлове Поле, Сокільники, Селище Жуковського, Велика Данилівка. З півночі і заходу межує з Харківською окружною дорогою і районами П'ятихатки та Олексіївка. Через лісопарк проходить Харківське шосе. Також через нього частково проходить Харківська окружна дорога.

## Загальні відомості
Харківський лісопарк — найбільший в Україні. У 1987 році його площа була 2385 га, за офіційними даними 2009 року — вже 2060 га (внаслідок забудови в лісопарковій зоні).
Більша частина лісопарку являє собою природний ліс, прорізаний просіками, галявинами, балками. Найпоширенішою породою є дуб черешчатий. Є дуби-довгожителі віком 200—400 років. Також поширені клени, липи, ялини і сосни.
У Лісопарку (з боку П'ятихаток) починаються Саржин Яр й Олексіївський Яр, по дну яких відповідно тік струмок Саржин (практично знищений в 2006 при прокладці ЛЕП) і тече річка Олексіївка, майже паралельно один одному на відстані 1,5-2 км до впадіння у Лопань.
На території Лісопаркового господарства розташовані природоохоронні об'єкти:
- Сокольники-Помірки
- Помірки
- Сокольники-Помірки (регіональний ландшафтний парк)

## Історія Лісопарку
У XIX ст. на території лісопарку була одна з лісових дач Харківської губернії.

### Історія на початку XXст.
Від моменту закладання Центрального парку район майбутнього Лісопарку розглядався як рекреаційна зона міста.
У збірці «По окрестностям Харькова» (1916) відзначалося, що містяни масово відвідували Лісопарк та збирати тут навесні квіти для букетів. Перші роботи з організації місця відпочинку розпочалися наприкінці 1920-х років. Було прибито алеї, збудовану деяку кількість дерев'яних паркових споруд. Після того, як у 1930 році було прокладено трамвайну лінію вздовж частини Харківського шосе відвідуваність Лісопарку суттєво виросла, наступного разу цей процес спостерігався під час забудови Павлового Поля та Олексіївки та прокладання тролейбусної лінії вулицею Дерев'янка.
Офіційна радянська назва — лісопарк «Сокільники -Помірки», далі — «Комсомольський лісопарк» в [[19.
У 1930 році було закладене Комсомольське озеро на річці Саржинка.

### Лісопарк після Другої Світової війни
У 1950-ті - 1960-ті роки масово висаджувалися дерева в районі вулиці Дерев'янка, заводів ХАЗ та ФЕД. Студентами харківських вишів було висаджено близько одного гектару дерев.
У перспективних планах розвитку Харкова та генеральному плані міста Харківському зоопарку виділялися великі за площиною території — 120 гектарів у районі Лісопарку, між Селищем Жуковського та окружною дорогою (місцевість Курочкіна Гора). Однак після розпаду СРСР від цих планів відмовилися і тут було організовано Міський цвинтар № 17. Перші поховання здійснено восени 1995 року.
У Данилівському лісі Лісопарку є два пам'ятники природи: «Помірки» та «Сокільники-Помірки». Пам'ятник природи Сокільники-Помірки розташований у 52-54, 60, 61, 65 и 68 кварталах Лісопаркового господарства.

### Лісопарк після 1991 року
В перші роки незалежності почалося поступове скорочення лісових насаджень та роздача земель Лісопарку у оренду разом з ділянками лісу на них.
До 1991 року в південній частині Лісопарку були облаштовані світильниками алеї, а саме поруч з Павловим Полем та на схід від Харківського шосе і в районі автостанції «Лісопарк». Однак у 1990-х роках відбулися масові крадіжки ліхтарів та металевих стовпів.
У Лісопарку поруч з П'ятихатками також існувала освітлена дорога, яку було відкрито 1 січня 1980 року на честь проведення Олімпіаду у Москві. Вона складалася з 36 сталевих опор висотою по п'ять метрів. До неї було прокладено окрему повітряну лінію. Однак на початку 1990их років опори та все обладнання були викрадені, при цьому опори не викопувалися, а розрізалися. Через це ще у 2000-х роках можна було спостерігати залишки металевих конструкцій.
На місці колишнього Комсомольського озера розпочалося будівництво приватних котеджів.

### Скорочення Лісопарку в XXIст.
З 2000 р. площа Лісопарку суттєво зменшилася «Границы Лесопарка не разработаны и не утверждены» [Архівовано 22 грудня 2015 у Wayback Machine.] через те, що поступово його територія забудовувалася дачами та навіть новими вулицями і автошляхами. В 2010 році планувалося вирубання частини лісу для облаштування автостоянок гольф-клубу в П'ятихатках.
У 2000-х роках активно розроблялися проєкти з прокладання лінію електропередачі. У 2006 році було прокладено лінію з Олексіївки у Сокільники, офіційно для постачання електроенергії для майбутнього електродепо Олексіївської лінії метрополітену, а фактично для розвантаження центральної частини міста, оскільки вздовж Харківської окружної дороги вже проходила ЛЕП 110 кВ з Іванівки, якої було достатньо для підключення електродепо до мережі. Також лінію було прокладено у Саржиному Яру. Окрім того, активно будувалися дороги через територію Лісопарку.
Також було розроблено проєкти з розміщення у Лісопарку 11 футбольних полів, 13 тенісних кортів та 23 волейбольних майданчиків на 36 гектарах Лісопарку
Відповідно до чинного законодавства при плануванні робіт у Лісопарку повинні були проводитись громадські слухання. У 2006 році Державне управління охорони довкілля у Харківській області провело такі слухання через планування вирубки 340 дерев. Однак регулярно відбувалися браконьєрські вирубки.

### Прокладка автошляху в Лісопарку в 2010р.
У травні 2010 року в Лісопарку почато прокладання 4-рядної автодороги від Сумської вулиці до Європейської вулиці. У зв'язку з цим формально планувалося знесення 503 дерев віком до 120 років. Ці дії викликали спротив громадськості, протистояння проходило протягом 20 діб. Стверджувалося, що міністерство екології у 2010 році відізвало свою згоду на прокладку автотраси.
Під час протистояння в районі Малої Південної залізниці, через яку повинна була прямувати нова автодорога, відбувалися сутички між виконавцями робіт та захисниками лісу, при цьому кілька осіб було ушпиталено та кілька осіб затримано харківською міліцією. Також був створений сайт з захисту Лісопарку під вирубки та проти скорочення площі зелених насаджень (http://www.kharkovforest.com).До цього протистояння згодом долучилися і політики, надалі відбулося національне ток-шоу з Євгеном Кисельовим, де проблема обговорювалася частково з екологічного боку, частково з політичного, однак без участі експертів з транспорту чи містобудування. До 3 червня 2010 року всі дерева на місці майбутньої траси було спиляно.
5 липня CNN повідомило про силове протистояння муніципальної охорони та захисників лісу, з відеороликом подій від 2 липня 2010 року.
Виконуючий обов'язки міського голови Харкова Геннадій Кернес підписав розпорядження про проведення загальноміських громадських слухань на тему «Захист зелених насаджень у Лісопарку м. Харкова». Слухання відбулися в приміщенні Київської районної в місті ради за вул. Чернишевською, 55 о 10:00.

## Визначні місця Лісопарку
Південно-східною частиною території Лісопарку проходить лінія одношляхової вузькоколійної Малої Південної залізниці з двома кінцевими станціями — «Міський парк» та «Лісопарк». Працює дитяча залізниця в теплу пору року, рух потягів починається 1 травня. У Сокільниках розташована дитяча спортивна школа.

### Пам'ятники в Лісопарку
- Меморіальний комплекс слави. Побудований у 1977 році на місці масових страт, які проводили нацисти під час Другої світової війни. Скульптори: В. І. Агібалов, М. Ф. Овсянкін и Я. І. Рик.
- Меморіал жертв радянського тоталітарного режиму. Відкритий у 2000 році на місці розстрілів польських військовополонених та політв'язнів НКВС наприкінці 1930-х рр. В цій місцевості було розстріляно приблизно 4 тисячі польських військовиків.
- Могила Невідомого солдату — розташована в районі Олексіївської балки, між П'ятихатками та Олексіївкою.

### Природні пам'ятки Лісопарку
- 400-річний дуб

### Спортивні бази
- Лижна база
- Спортивна база спілки «Спартак» (Сокільники)
- Спортивна база «Темп» (вул. Батумська)
- Спортивна школа олімпійського резерву (Харківське шосе). Нині зачинена.
- Лижна база «Харківська Швейцарія» (4 траси по 300 метрів, 3 підйомника, перепад висот 70 метрів)
- Спортивна база ХНПУ ім. Г. С. Сковороди

### Дитячі табори
Вздовж Харківського шосе у радянські часи розташовувалися дитячі літні табори, санаторії та профілакторії. На даний час вони не працюють, багато з них зачинилися ще до повномасштабної війни.